# Génolhac
Génolhac ist eine französische Gemeinde mit 820 Einwohnern (Stand 1. Januar 2022) im Département Gard in der Region Okzitanien.

## Geografie
Génolhac liegt am Fuße des Mont Lozère in den Cevennen. Génolhac hat einen Bahnhof an der Strecke zwischen Clermant-Ferrand und Nîmes.

## Bevölkerung
| Jahr      | 1962 | 1968 | 1975 | 1982 | 1990 | 1999 | 2008 | 2014 |
| --------- | ---- | ---- | ---- | ---- | ---- | ---- | ---- | ---- |
| Einwohner | 951  | 920  | 936  | 825  | 827  | 840  | 902  | 854  |

## Sehenswürdigkeiten
- Protestantische Kirche (Temple)
- Kirche Saint-Pierre